# Viliami Vaki
Pas d'image ? Cliquez ici

a Compétitions nationales et continentales officielles uniquement.

b Matchs officiels uniquement.
Dernière mise à jour le 28 juillet 2025.
Viliami Vaki, né le 24 avril 1976 sur l'ensemble d'îles Vavaʻu (Tonga), est un joueur de rugby à XV international tongien évoluant aux postes de deuxième ligne ou de troisième ligne.

## Biographie
Viliami Vaki commence sa carrière avec le club de Lavengamalie dans le championnat amateur de son pays natal.
Il a obtenu sa première cape internationale le 25 mai 2001 avec l'Équipe des Tonga à l'occasion d'un match contre l'Équipe des Fidji à Nukuʻalofa (Tonga). 
En 2001, il rejoint le club italien du GRAN Parme en Super 10.
Il est retenu pour participer à la Coupe du monde 2003 en Australie. Il joue les quatre matchs de son équipe, dont trois comme titulaire. 
Viliami Vaki rejoint le Championnat de France en 2005, s'engageant avec l'USA Perpignan.
En 2006 et 2008, il participe à deux tournées des Pacific Islanders.
Avec les Ikale Tahi, il est sélectionné pour disputer sa deuxième Coupe du monde en 2007 en France. Il dispute à nouveau les quatre matchs de son équipe, dont deux titularisations
Laissé libre par Perpignan en 2010, il s'engage alors avec l'US Bergerac en Fédérale 3.
Une saison plus tard, il retourne jouer en Italie avec le club de Reggio Emilia en Campionato Nazionale Eccellenza, puis en Série A à la suite de la relégation de son club en 2014. Il met un terme à sa carrière en joueur en  2016, à l'âge de 40 ans. Il reste ensuite vivre en Italie, dont il a obtenu la nationalité. 

## Palmarès
- Vainqueur du championnat de France en 2009 avec l'USA Perpignan.
- Vainqueur de la Série A en 2016 avec Reggio Emilia.

## Statistiques internationales
- 33 sélections avec l'équipe des Tonga (26 fois titulaire, 6 fois remplaçant)
- 35 points (7 essais)
- 2 fois capitaine en novembre 2005
- Sélections par année : 6 en 2001, 6 en 2002, 8 en 2003, 4 en 2005, 4 en 2006, 4 en 2007, 1 en 2008
- 3 sélections  avec les Pacific Islanders (3 fois titulaire)
- Sélections par année : 1 en 2006, 2 en 2008

En Coupe du monde :
- 2003 : 4 sélections (Italie, Galles, Nouvelle-Zélande, Canada).
- 2007 : 4 sélections (États-Unis, Samoa, Afrique du sud, Angleterre)